# Foresta gigante

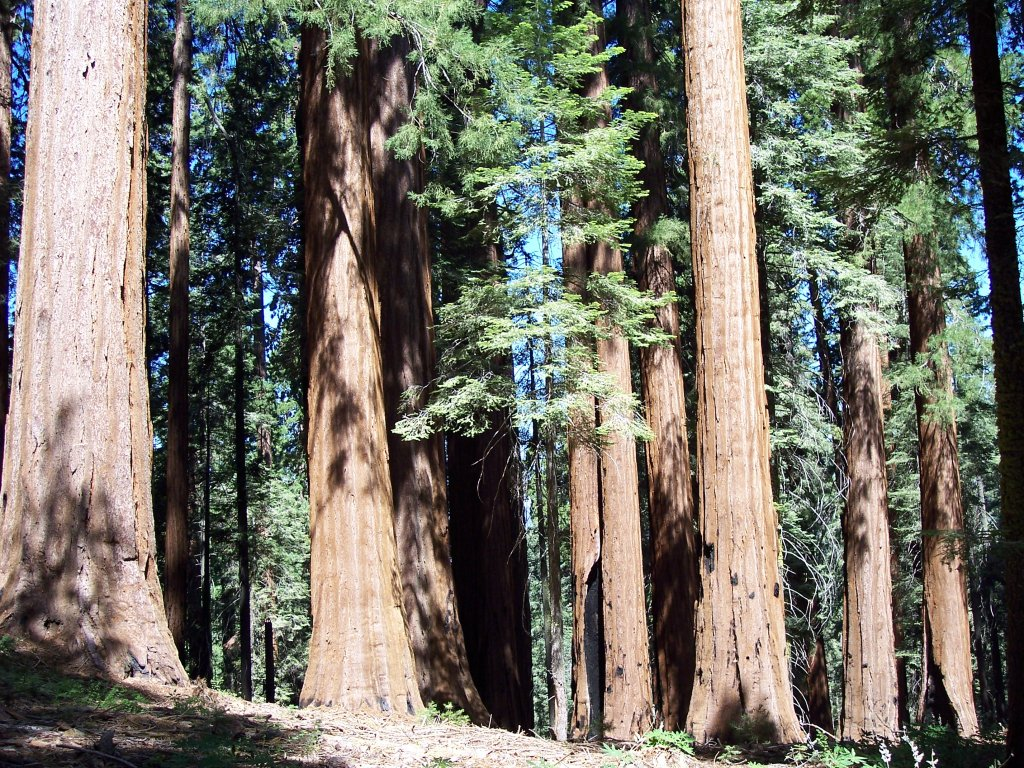
Sequoie della Foresta Gigante

La Foresta gigante (in inglese: Giant Forest) si trova  sulle montagne della Sierra Nevada, all'interno del Sequoia National Park, in California.

È così chiamata perché ospita un gran numero di Sequoiadendron giganteum, gli alberi più grandi del mondo come volume.
Cinque degli alberi più grandi del mondo vivono in questa foresta. Il più grande di essi, il Generale Sherman, ha un diametro alla base di 10,1 metri e un volume di 1486 m³. Alcuni alberi di Sequoia sempervirens sono più alti, ma hanno un tronco più slanciato e quindi un volume inferiore.

## L'area

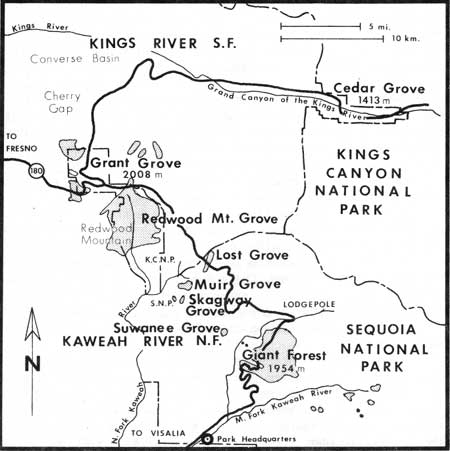
Mappa dell'area

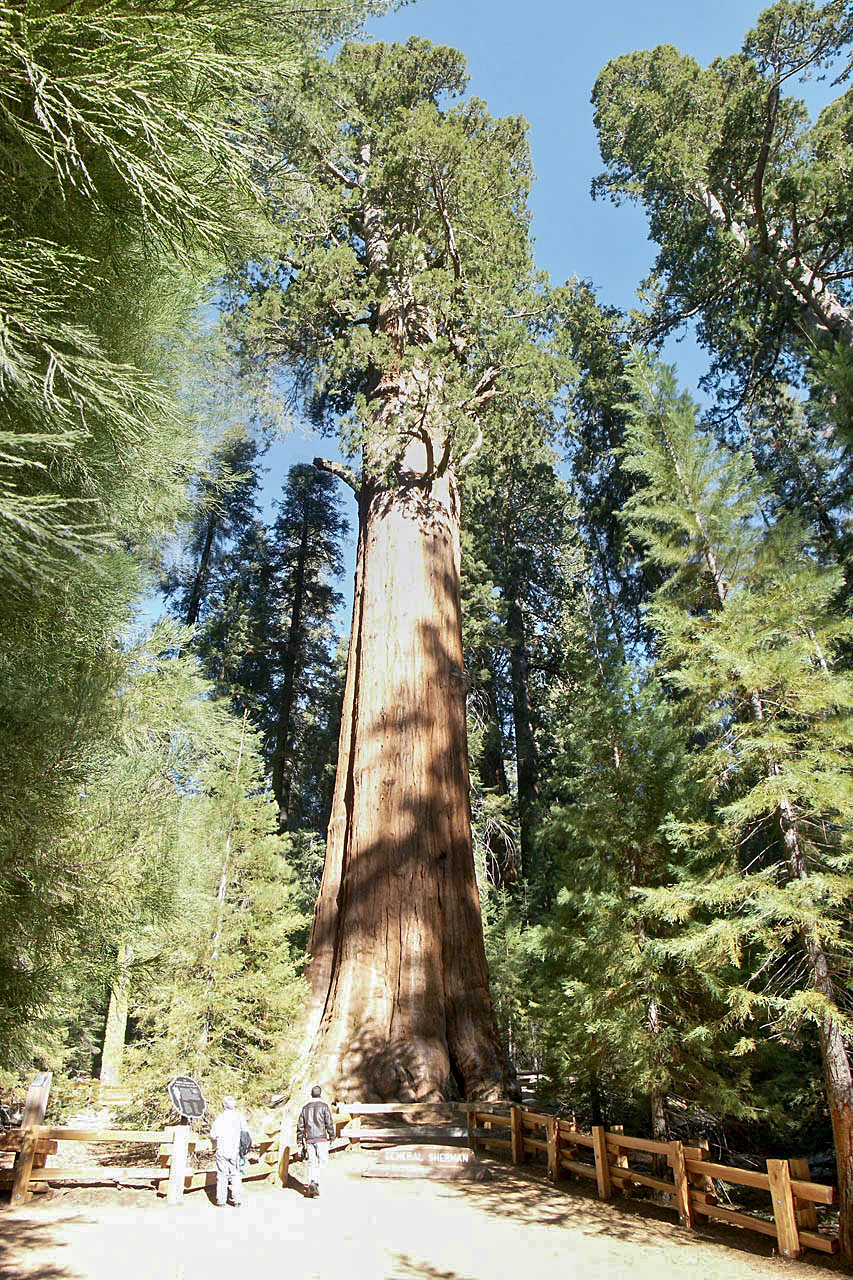
La sequoia Generale Sherman

La foresta gigante si trova su un altopiano posto a media elevazione (tra circa 1950 e 2320 m. slm) della Sierra Nevada meridionale e copre un'area di circa 1012 ettari. È dotata di 64 km di sentieri, coi quali si possono raggiungere tutte le sue zone.
Le specie arboree più comuni, oltre alla sequoia gigante, sono: l'abete del Colorado (Abies concolor), il pino giallo (Pinus ponderosa), il pino contorto (Pinus contorta), il pino di Jeffrey (Pinus jeffreyi), il cedro dell'incenso (Calocedrus decurrens) e il pinus lambertiana. Quest'ultimo è il pino che raggiunge le massime dimensioni, arrivando normalmente a 40-60 metri d'altezza e in casi eccezionali 81 metri.
La fauna comprende il cervo mulo (Odocoileus hemionus), l'orso nero americano (Ursus americanus) e lo scoiattolo di Douglas (Tamiasciurus douglasii).
La precipitazione media annua, che cade per lo più sotto forma di neve durante i mesi invernali, è di 113 cm. Le temperature medie minime vanno da -6,7 °C di febbraio a 11,8 °C di agosto. Le temperature medie massime dell'aria variano da 3,4 °C a dicembre e gennaio a 27,4 °C ad agosto.

## Alberi notevoli

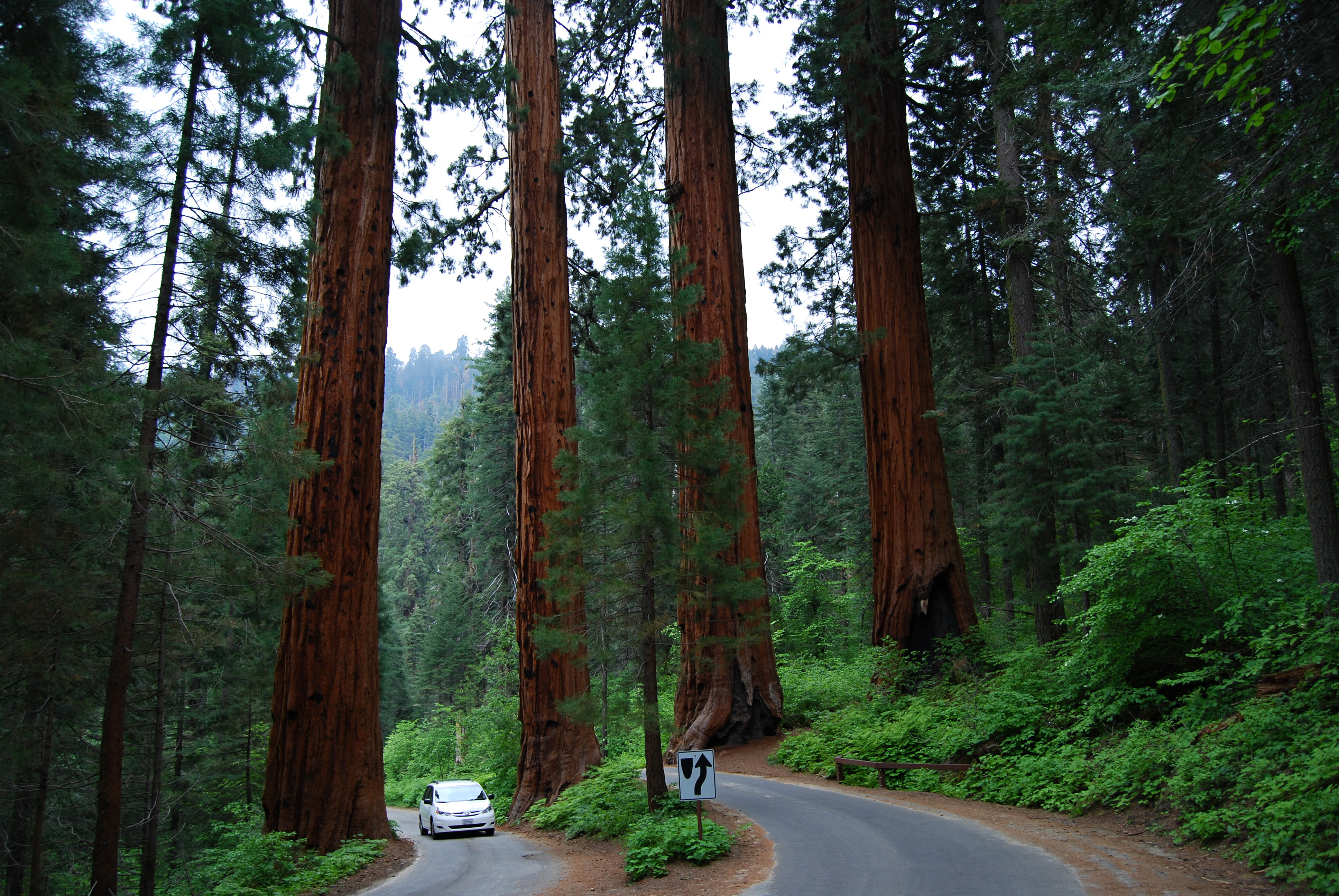
Four Guardsmen

- Generale Sherman: nel 1931 fu stabilito che è l'essere vivente, oltre che l'albero, più grande del mondo. È alto 83,6 metri e ha un diametro (a 1,4 metri sopra la base) di 9,10 metri. Il tronco ha ancora un diametro di 4,30 m all'altezza di 55 metri. Il ramo più grande ha un diametro di 2,10 metri.
- President: alta 73,5 metri, è il terzo albero più grande del mondo in termini di volume (1278 m³).
- Lincoln: alta 78 metri, ha un volume di 1260 m³.
- Franklin: alta 68 metri, ha un volume di 1168 m³.
- Washington: era il secondo albero più grande del mondo come volume, ma nel settembre 2003 un fulmine causò un incendio che lo ferì e gli fece perdere la parte più alta; nel 2005 perse un'altra parte, e ora è alto 35 metri. Prende il nome dallo scrittore e oratore di colore Booker T. Washington (e non dal primo presidente statunitense George Washington)
- Quattro guardie (Four Guardsmen): gruppo di quattro sequoie posto all'ingresso meridionale della Foresta gigante lungo la Generals Highway.[3]

## Accesso
La foresta può essere raggiunta da Fresno a nord attraverso la State Route 180 o da Visalia a sud attraverso la State Route 198. La Generals Highway collega la State Route 180 e la State Route 198 attraverso il General Grant Grove, il Parco nazionale di Kings Canyon e la Giant Forest.